# 米織会館
米織会館（よねおりかいかん）は、山形県米沢市にある資料館である。

## 概要
米沢織製品の販売や、手織り体験を行っている。米沢織物歴史資料館も位置し、米沢織の上杉鷹山の時代から現在に至るまでの歴史が展示されている。
米織会館・別館のすぐ南には、日本で唯一の原始布及び古代織の参考資料館である原始布・古代織参考館もある。
建物は1922年（大正11年）に建てられたもの。米沢織物歴史資料館の入り口には1924年に当時皇太子だった昭和天皇が来県された時に立ち寄った貴賓室が保存されている。

## 米沢織物歴史資料館・入館料
- 大人（高校生以上）：300円
- 小人（小・中学生）：200円

## 周辺
- 九里学園高等学校